# Jewhen Łewczenko
Jewhen Wiktorowycz Łewczenko, ukr. Євген Вікторович Левченко (ur. 3 stycznia 1978 w Konstantynówce) – ukraiński piłkarz, grający na pozycji pomocnika, reprezentant Ukrainy.

## Kariera piłkarska

### Kariera klubowa
Łewczenko karierę rozpoczynał w końcu sezonu 1993/94 w lokalnym Metałurhu Konstantynówka. W wieku 16 lat przeniósł się do Szachtara Donieck. Dwa lata później przeszedł do rosyjskiego CSKA Moskwa. Jednak grał tam przez krótki czas, gdyż tego samego roku podpisał kontrakt z holenderskim SBV Vitesse. W sezonie 1996/97 został wypożyczony do klubu Helmond Sport, a potem w latach 1998–2000 do SC Cambuur. W 2000 roku powrócił do Vitesse Arnhem. Spędził tam 3 sezony, w ciągu których regularnie grywał w pierwszym zespole. Od 2003 roku był zawodnikiem Sparty Rotterdam. Jednak po dwóch latach jego bardzo dobrej gry, odszedł do FC Groningen. W lipcu 2009 po wygaśnięciu kontraktu z FC Groningen podpisał 1,5-roczny kontrakt z Saturnem Ramienskoje, jednak już latem następnego roku klub anulował kontrakt. Łewczenko powrócił do Holandii, gdzie podpisał kontrakt z klubem Willem II Tilburg. Po spadku klubu z Eredivisie latem 2011 przeszedł do australijskiego zespołu Adelaide United. Wiosną 2012 zakończył karierę piłkarską.

### Kariera reprezentacyjna
W 2002 roku zadebiutował w reprezentacji Ukrainy. Dotychczas rozegrał w niej 8 spotkań.

## Życie prywatne
Jest żonaty z aktorką Wiktorią Kobłenko.